# Apatania aberrans
Apatania aberrans là một loài Trichoptera trong họ Apataniidae. Chúng phân bố ở miền Cổ bắc.